# Pulmo
Pulmo (ukrainisch und russisch Пульмо, polnisch Pulmo) ist ein Dorf im Nordwesten der Ukraine. Es liegt nahe der Grenze zu Polen und Belarus im Nordwesten der Oblast Wolyn.

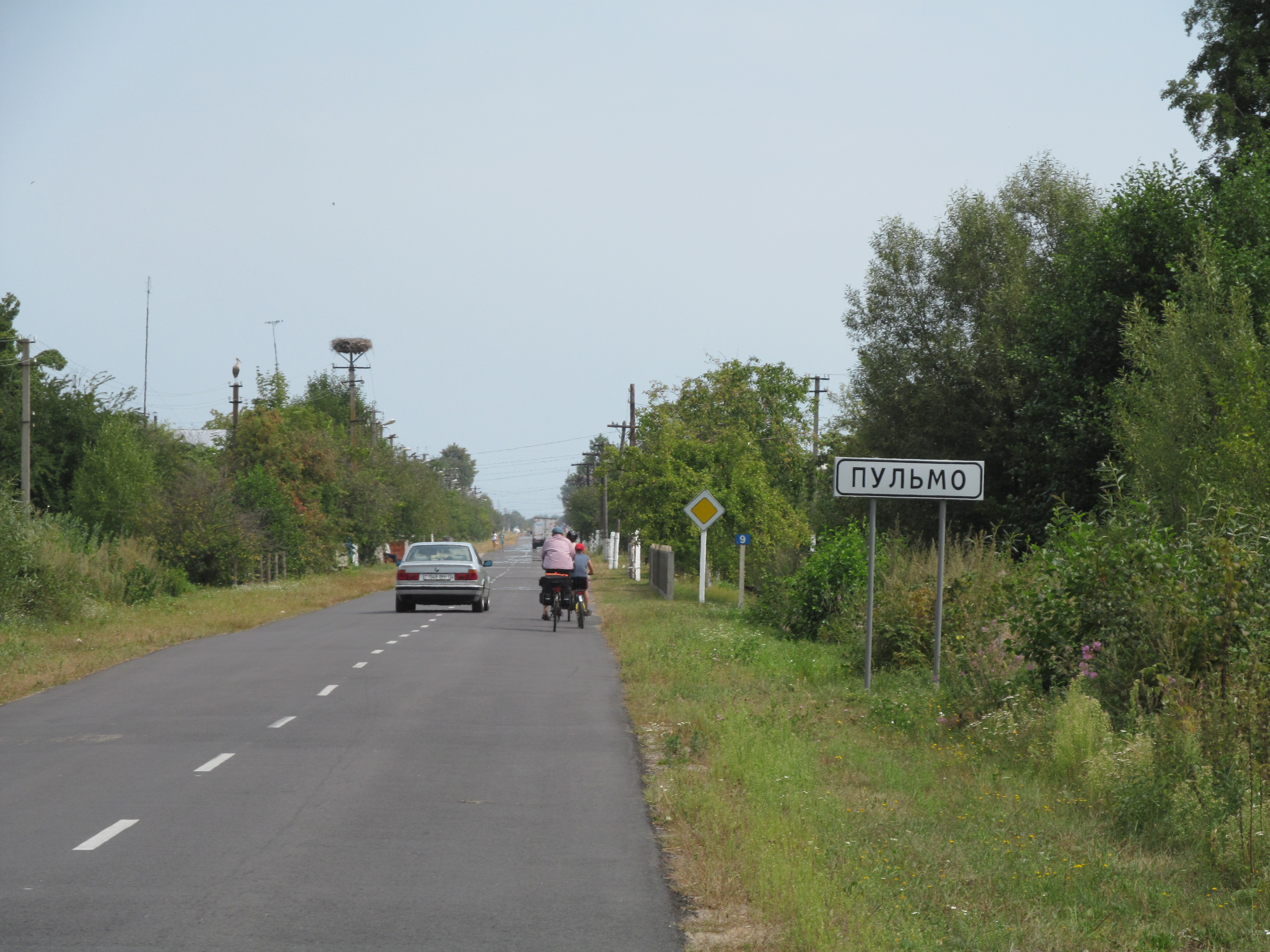
Ortsschild auf einer Durchfahrtsstraße

Das Dorf Pulmo wurde 1374 zum ersten Mal schriftlich erwähnt und lag zunächst in der Polnischen Adelsrepublik (in der Woiwodschaft Brześć Litewski). Nach den Polnischen Teilungen fiel der Ort dem Russischen Kaiserreich zu und lag im Gouvernement Wolhynien.
Nach 1918/21 fiel er an Polen und kam zur Woiwodschaft Wolhynien im Powiat Luboml. Infolge des Hitler-Stalin-Pakts besetzte die Sowjetunion das Gebiet. Nach dem deutschen Überfall auf die Sowjetunion 1941 war der Ort bis 1944 unter deutscher Herrschaft, kam dann nach dem Zweiten Weltkrieg wieder zur Sowjetunion und gehört seit deren Zerfall 1991 zur unabhängigen Ukraine.
Rund um das Dorf existieren mehrere Seen innerhalb des Nationalparks Schazk; im Nordwesten befindet sich der Pulemez-See, im Südosten der Switjas-See.
Am 12. Juni 2020 wurde das Dorf ein Teil der Siedlungsgemeinde Schazk, bis dahin bildete das Dorf zusammen mit den Dörfern Koschary (Кошари), Salissja (Залісся) und Wilschanka (Вільшанка) die gleichnamige Landratsgemeinde Pulmo (Пульмівська сільська рада/Pulmiwska silska rada) im Westen des Rajons Schazk.
Am 17. Juli 2020 wurde der Ort Teil des Rajons Kowel.